# Ahmed Gamal El-Din Moussa
Pour les articles homonymes, voir El-Din et Moussa.
 (janvier 2011).
Si vous disposez d'ouvrages ou d'articles de référence ou si vous connaissez des sites web de qualité traitant du thème abordé ici, merci de compléter l'article en donnant les références utiles à sa vérifiabilité et en les liant à la section « Notes et références ».
Ahmed Gamal El-Din Moussa (en arabe : أحمد جمال الدين موسى) est une personnalité politique, universitaire et littéraire égyptienne, né le 28 mai 1951 à Al-Moquata, Sinbelawin, gouvernorat de Dakhleya 120 km au nord du Caire dans le Delta du Nil en Égypte. À côté de ses activités universitaires, il a publié trois romains et dirige son propre cabinet d'avocat au Caire.

## Biographie
Il est juge au Conseil d’État égyptien de janvier 1973 à mars 1977. 
est professeur d’Économie et de Finances publiques, Faculté de Droit, université de Mansourah, depuis février 1995.
Il occupe le poste de Vice-Doyen de la Faculté de Droit, université de Mansourah de 1996 à 2001.
De 2001 à 2003, il est Vice-Président de l'université pour l’enseignement et les affaires étudiantes. 
Il est président de l'université de Mansourah de aout 2003 à décembre 2004. 
Il est Ministre de l’Éducation nationale de l’Égypte de juillet 2004 à décembre 2005. 
Entre 2008 et 2019, Il est président de la Commission du secteur des études juridiques dans le Conseil suprême des Universités en Égypte.

## Qualifications Académiques
- I.E.M. (Institute of Education Management), université Harvard, États-Unis, 2003.
- Doctorat d’État en droit (finances publiques), Université Clermont-Ferrand I, France, 1984.
- Diplôme d'études approfondies en sciences administratives, faculté de droit, université du Caire, 1976.
- Diplôme d'études approfondies en droit public, faculté de droit, université du Caire, 1976.
- Licence de Droit, Faculté de Droit, université du Caire, 1972.

### Ouvrages
- "Le roi du ciblage", Roman, L'Organisation Egyptienne du Livre, aout 2019.
- "Réunion dans l’oasis de la nostalgie", Roman, Dar Nahdet Misr, aout 2014.
- "La demoiselle américaine de Heidelberg", Roman, Dar Nahdet Misr, 2013
- La réforme institutionnelle : une chance de l’Égypte pour un meilleur avenir, Le Caire, Dar Nahdet Misr, 2010.
- La Loi égyptienne de la taxe sur le revenu, Le Caire, Dar Al-Nahda Alarabia, 2010.
- Relations économiques internationales, Le Caire, Dar Al-Nahda Alarabia, 2009.
- Théories et Systèmes monétaires et bancaires, Le Caire, Dar Al-Nahda Alarabia, 2008.
- La Privatisation, Le Caire, Dar Nahdet Misr, 2007.
- Budget de l’état : Cadre juridique et Contenu économique, Le Caire, Dar Al-Nahda Alarabia, 2006.
- Impact économique, social et juridique du programme de la privatisation en Égypte (rédaction), Université de Mansourah, 2004.
- Principes de l’économie politique, Le Caire, 2003.
- L’économie comme une science sociale, Mansourah, 1998.
- L’État et l’inégalité sociale dans le Tiers monde: Répartition primaire et redistribution secondaire de revenus- Étude appliquée à l’Égypte de 1951 à 1980. Thèse pour le Doctorat d’État, Université de Clermont 1, France, février 1984.

## Honneurs et prix académiques
- Prix national en sciences sociales, Égypte 2007.
- Médaille d’excellence du Président de la République, Égypte 1995.
- Prix de recherches et études environnementales, Académie égyptienne de Sciences, 1992.
- Prix national d’Encouragement en Finances Publiques, Égypte 1991.
- Prix de l’université de Mansourah en Sciences sociales de 1988-1989.